# Octavian Berlogea
Octavian Berlogea (n. 23 august 1922, Oravița, Caraș-Severin, Regatul României – d. secolul al XXI-lea) a fost un medic și politician român care a ocupat funcția de ministru al sănătății în perioada 22 august 1952 - 10 iunie 1954. A fost căsătorit cu Ileana Berlogea. 
Fiu de lucrător CFR, Octavian Berlogea intră în Partidul Comunist Român în anul 1948. În același an, el absolvă Facultatea de Medicină din Sibiu-Cluj (actuala UMF „Iuliu Hațieganu”), și în perioada următoare va activa în mai multe unități spitalicești din țară aflate în subordinea CFR. În 1952, la vârsta de numai de 30 de ani, Octavian Berlogea devine ministru al sănătății in Guvernul Gheorghe Gheorghiu-Dej (1).
Prin Decretul 220/1975 pentru aprobarea componenței Consiliului Sanitar Superior, Octavian Berlogea a fost numit director al Institutului de expertiză și recuperare a capacității de muncă din București.

## Distincții
- Medalia „A cincea aniversare a Republicii Populare Române” (24 decembrie 1952) „pentru lupta și munca duse în vederea făuririi, consolidării și prosperării Republicii Populare Române”[3]
- Ordinul Muncii clasa a III-a (21 august 1954) „pentru merite deosebite pe tărîmul construcției de stat, economice, sociale și culturale, cu ocazia celei de a zecea aniversări a eliberării patriei noastre”[4]
- Ordinul Muncii clasa a II-a (30 decembrie 1957) „cu ocazia celei de a zecea aniversări a proclamării Republicii Populare Romîne și pentru merite deosebite în îndeplinirea sarcinilor date de Partidul Muncitoresc Romîn, pentru merite deosebite pe tărîmul construcției de stat, economice, sociale, culturale și obștești”[5]
- Medalia „40 de ani de la înființarea Partidului Comunist din Romînia” (6 mai 1961) „pentru merite în activitatea de partid și întărirea regimului democrat-popular”[6]
- Ordinul „Steaua Republicii Populare Romîne” clasa a IV-a (6 mai 1961) „cu prilejul celei de-a 40-a aniversări de la înființarea Partidului Comunist din Romînia, pentru merite deosebite în opera de construire a socialismului”[7]

## Publicații
- METODE ȘI TEHNICI ALE SOCIOLOGIEI , coordonatori: Miron Constantinescu, Octavian Berlogea, 386 de pagini, Editura Didactică și Pedagogică, 1970.[8]